# Direkte Endlagerung
Unter dem Begriff Direkte Endlagerung bzw. Direktendlagerung wird die Endlagerung abgebrannter Brennelemente aus Kernkraftwerken ohne den vorherigen Schritt der Wiederaufarbeitung verstanden. Man bezeichnet diesen Weg auch als offenen Brennstoffkreislauf in der Kerntechnik.
Hierzu werden die Brennelemente nach ihrer Entladung aus einem Kernreaktor bzw. Kernkraftwerk zunächst einige Jahre bis Jahrzehnte sicher zwischengelagert, bis ihre Strahlungs- und Wärmeleistung hinreichend abgeklungen ist. Anschließend werden die Brennelemente endlagergerecht verpackt (konditioniert).

## Situation in Deutschland
Seit dem 1. Juli 2005 sind Transporte abgebrannter Brennelemente aus deutschen Kernkraftwerken zu Wiederaufarbeitungsanlagen per Atomgesetz verboten. Als Entsorgungsweg eignet sich damit nur die so genannte direkte Endlagerung. Zuvor wurden Brennelemente in den kommerziellen Wiederaufarbeitungsanlagen La Hague, Frankreich und Sellafield (dort die Anlage Thorp), UK aufgearbeitet, da Deutschland über keine eigene, kommerzielle Wiederaufarbeitungsanlage verfügt.
Weiter wurde in Deutschland in dem Jahr 2017 das „Gesetz zur Fortentwicklung des Gesetzes zur Suche und Auswahl eines Standortes für wärmeentwickelnde radioaktiver Abfälle und anderer Gesetze“ verabschiedet. Damit konnte für die Endlagerung ein sog. Standortauswahlverfahren aufgenommen werde. Die Gesellschaften Bundesgesellschaft für Endlagerung (BGE) sowie das Bundesamt für kerntechnische Entsorgungssicherheit (BfE) sind mit der Aufgabe der Entsorgung von Kernmaterial betraut.

## Situation im Ausland
Die Schweiz regelt radioaktive Abfälle und deren Entsorgung im Kernenergiegesetz und in der Kernenergieverordnung, welche 2005 in Kraft trat. Die Wiederaufarbeitung und Ausfuhr von abgebrannten Brennelemente ist damit nicht erlaubt. Mit der Aufgabe einer Endlagersuche wurde die Nagra, Nationale Genossenschaft für die Lagerung radioaktiver Abfälle, gegründet und beauftragt.
In Frankreich ist die Organisation Andra für radioaktive Abfälle und Lagerung zuständig.
Das UK Radioactive Waste Inventory hat Informationen und bietet einen Überblick zur Situation in Großbritannien. Es wird von der NDA und dem Department for Business, Energy und Industrial Strategy der britischen Regierung gesponsert.

## Konzepte der direkten Endlagerung

### Referenzkonzept
Für die Verpackung wurden verschiedene Alternativen diskutiert und untersucht. Das derzeitige Referenzkonzept ist das so genannte POLLUX-Konzept. Dabei werden die Brennelemente in einer Konditionierungsanlage aus den Transport- und Lagerbehältern (CASTOR-Behälter) entnommen. Anschließend werden die Brennstäbe in einer „heißen Zelle“ aus den Brennelementen gezogen und in lange, zylinderförmige Büchsen geschoben. Die Büchsen werden schließlich in POLLUX-Behälter gegeben, die dann ins Endlager verbracht und in Strecken eingelagert werden. Die Wärmeleistung der Brennelemente bestimmt maßgeblich den Zeitpunkt der Einlagerung.

### Optimiertes Konzept
Zur Optimierung der Endlagerung wird zurzeit ein neues Konzept entwickelt, bei dem die Brennstäbe nicht mehr in Büchsen und POLLUX-Behälter, sondern in Glaskokillen verpackt werden. Diese sollen dann zusammen mit den hoch- und mittelradioaktiven Kokillen gleichen Durchmessers in Bohrlöchern endgelagert werden.

### Pilot-Konditionierungsanlage
Für die endlagergerechte Verpackung abgebrannter Brennelemente ist eine Konditionierungsanlage erforderlich. Eine Pilotanlage, die so genannte Pilot-Konditionierungsanlage (PKA) Gorleben, wurde errichtet und genehmigt. Die Kapazität beträgt 35 Tonnen pro Jahr, technisch möglich wären etwa 450 Tonnen pro Jahr. Die Nutzung der Anlage ist aufgrund einer Vereinbarung zwischen der Bundesregierung und den Energieversorgungsunternehmen jedoch auf die Reparatur schadhafter Behälter beschränkt. Damit steht gegenwärtig und auf absehbare Zeit in Deutschland keine Anlage zur Verpackung abgebrannter Brennelemente in endlagerfähige Gebinde zur Verfügung.

### Konzept der Lagerstäbe
Mit diesem vom Öko-Institut entwickelten und allgemein anerkannten Konzept soll das abgetrennte, aber nicht wiederaufgearbeitete Plutonium, das ein Proliferations-Risiko darstellt, endgelagert werden. Es werden dabei vorerst sog. Lagerstäbe aus dem separierten Plutonium hergestellt. Diese Lagerstäbe werden dann einzeln in normale abgebrannte Brennelemente eingebaut. Damit ist das Proliferations-Risiko weitgehend eliminiert.